# Blepharosis paspa
Blepharosis paspa är en fjärilsart som beskrevs av Rudolf Püngeler 1900. Blepharosis paspa ingår i släktet Blepharosis och familjen nattflyn. Inga underarter finns listade i Catalogue of Life.